# Ersa (satelit)
Ersa /ˈɜrsə/, sau  Jupiter LXXI, cunoscut inițial ca S/2018 J 1, este un satelit natural exterior al lui Jupiter . A fost descoperit de Scott S. Sheppard și echipa sa pe 11 mai 2018 și a fost anunțat ulterior pe 17 iulie 2018, printr-un Minor Planet Electronic Circular de la Minor Planet Center .  Are aproximativ 3 kilometri (1,9 mi) în diametru și are o rază de orbită de aproximativ 11.483.000 kilometri (7.135.000 mi) ; înclinarea sa orbitală este de aproximativ 30,61°.  Aparține grupului Himalia .

## Nume

Imagini de predescoperire cu Ersa făcute de CFHT pe 24 februarie 2003

Satelitul fost numit în 2019 după Ersa, zeița greacă a rouăi, fiica lui Zeus și a Selenei : Jupiter L Herse este numit și el după această zeiță.  Numele a fost sugerat într-un concurs de denumire organizat de Institutul Carnegie pe Twitter, unde mai mult de douăzeci de tweet-uri au sugerat numele, inclusiv Aaron Quah (@8603103) care a trimis primul numele, StSauveur_MoonsProject (@StSauMoons), care sunt elevii de clasa a XII-a din Liceul Saint Sauveur din Redon, Franța, clasa a cincea de la Hillside Traditional Academy din Columbia Britanică, Canada (depusă în numele lor de @mrgrouchypants) și un copil de 4 ani care a cântat un cântec despre Ersa (depus în numele lui) de @Thoreson).  